# Кудряшов Микола Петрович
Микола Петрович Кудряшов (Кудряшев) (7 квітня 1922, Черемхово — 23 березня 1973, Нюрба) — лейтенант Радянської Армії, учасник Другої світової війни, Герой Радянського Союзу (1944), позбавлений всіх звань і нагород у зв'язку з засудженням. У 2013 році відновлений у правах на нагороди.
Микола Кудряшов народився 7 квітня 1922 року в місті Черемхово Іркутської області в родині робітника. Закінчив чотири класи школи, після чого працював учнем слюсаря на шахті імені Кірова в рідному селищі. У 1940 році призваний у Робітничо-селянську Червону армію. Проходив службу в 603-му стрілецькому полку 161-ї стрілецької дивізії Західного особливого військового округу в Могильові.
З липня 1941 року — на фронтах Другої світової війни. Спочатку був звичайним стрільцем, потім командиром відділення, взводу, стрілецької роти. Брав участь у боях з німецькими військами на Західному, Воронезькому, Брянському, 1-му, 2-му та 4-му Українських фронтах. Брав участь у боях за Мінськ у 1941 році, Смоленській битві, обороні Могильова, боях на Дону й під Воронежем, битві на Курській дузі, звільненні України, битві за Дніпро, Моравсько-Остравський операції і наступі на Прагу. У 1944 році Кудряшов закінчив курси молодших лейтенантів. За роки війни чотири рази був поранений.
Відзначився старший сержант Кудряшов під час визволення Києва, будучи тимчасово виконуючим обов'язки командира взводу 520-го стрілецького полку 167-ї стрілецької дивізії. В ході відбиття контратак німецьких військ у Пущі-Водиці взвод Кудряшова знищив близько 150 німецьких солдатів, а під час боїв за Київ у районі Хрещатика — близько 80.
10 січня 1944 року Указом Президії Верховної Ради СРСР за зразкове виконання бойових завдань командування на фронті боротьби з німецько-фашистськими загарбниками і проявлені при цьому мужність і героїзм» старший сержант Микола Кудряшов удостоєний високого звання Героя Радянського Союзу з врученням ордена Леніна і медалі «Золота Зірка» за номером 2446.
У 1945 році Кудряшов в званні лейтенанта був демобілізований з армії, після чого повернувся в Черемхово, де продовжив роботу на шахті імені Кірова. У 1952 році засуджений за хуліганські дії, умисне заподіяння легкого тілесного ушкодження і незаконне зберігання вогнепальної зброї. 2 січня 1953 року Указом Президії Верховної Ради Кудряшов позбавлений усіх звань і нагород. Після умовно-дострокового звільнення знову працював на шахті імені Кірова, потім в артілі «Промкооператор».
Згодом з 1956 року проживав у Якутії, працював гірничим робітником у 167-й партії Амакинської експедиції в Оленьоцькому районі, з березня 1964 року — водієм автонавантажувача в Нюрбинському об'єднаному авіазагоні.
23 березня 1973 року помер. Похований на кладовищі в селищі (нині місто) Нюрба.
Указом Президента Російської Федерації від 24 жовтня 2013 року Кудряшов посмертно відновлений у правах на державні звання та нагороди СРСР.
Також нагороджений орденом Слави 3-го ступеня (16.12.1943), медалями «За відвагу» (20.01.1943), «За звільнення Праги», «За Перемогу над Німеччиною».